# DEVK保险

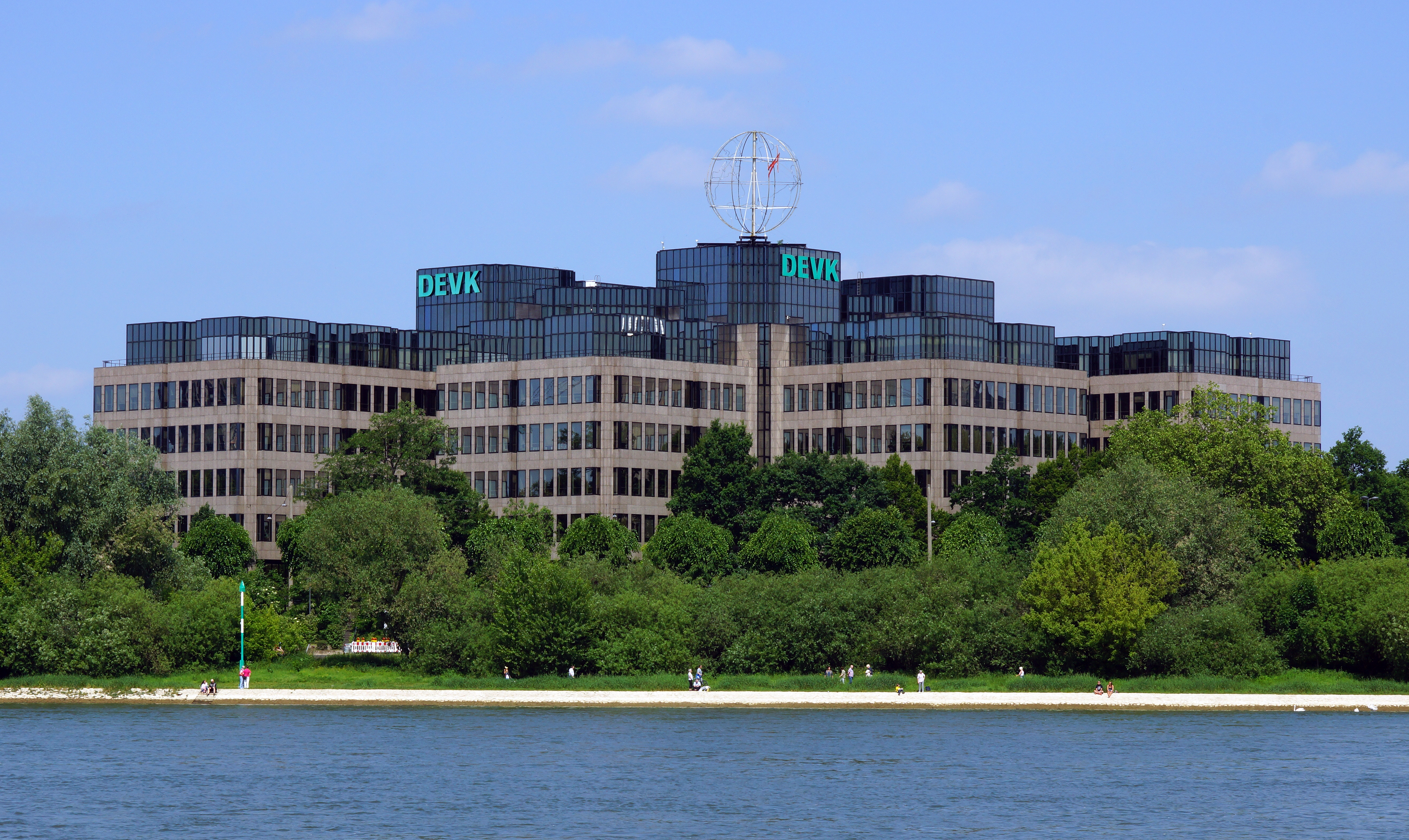

DEVK保险（德語：DEVK Versicherungen）是德国最大的保险公司之一，总部设于科隆。它在全德范围内拥有约400万客户，所有保险项目涉及的风险人数超过1400万。根据合同量，DEVK是德国第三大家庭财产险、第五大机动车险和第六大责任险承保商。公司在整个德国和国外约有1250个分支机构和6000名员工。自130多年前创立以来，集团的母公司一直是以相互保險公司的形式运营。